# NGC 829
NGC 829 (другие обозначения — MCG -1-6-49, KUG 0206-080A, IRAS02062-0801, PGC 8182) — спиральная галактика (Sc) в созвездии Кит. Открыта Генрихом Луи Д'Арре в 1865 году. Описание Дрейера: «тусклый, маленький объект, первый из трёх, к югу видна звезда 11-й величины», причём под другими двумя объектами подразумеваются NGC 830 и NGC 842.
Этот объект входит в число перечисленных в оригинальной редакции «Нового общего каталога».
Галактика NGC 829 входит в состав группы галактик NGC 788. Помимо NGC 829 в группу также входят NGC 788, NGC 830, NGC 842 и IC 183.